# Wachsester
Als Wachsester werden Ester (genauer Carbonsäureester) von Speisefettsäuren mit unverzweigten Fettalkoholen der geradzahligen Kohlenstoffzahlen von 10 bis 22 (Wachse) bezeichnet. Sie dienen als Kaumassen und werden seit den Walfangverboten als Ersatz für Spermöl („Walrat“) eingesetzt. Sogenannte Buttermakrelen (Lepidocybium flavobrunneum sowie Ruvettus preciosus, auch als „geräucherter Butterfisch“ deklariert) verursachen aufgrund ihres natürlichen Gehaltes an Wachsestern Verdauungsprobleme. Das Bundesinstitut für Risikobewertung betrachtet dies als vermeidbares Risiko. Die Wachsester heißen in diesem Falle nicht mehr E 910, sondern Gempylotoxine. Häufig ist Behensäure eine der Hauptbestandteile.